# Paparazzi (canção de Girls' Generation)
"Paparazzi" é uma canção do girl group sul-coreano Girls' Generation, lançada para o seu segundo álbum em japonês, intitulado Girls' Generation II ~Girls & Peace~. O vídeo musical foi lançado em 14 de junho de 2012, e o single foi lançado em 27 de junho de 2012.

## Antecedentes e lançamento
"Paparazzi" foi escrita e produzida por Miles Walker. Liderando o anúncio de "Paparazzi", as integrantes Tiffany e Jessica falaram sobre o novo material do Girls' Generation. Tiffany falando com o DJ Isak em seu programa de rádio, "K-Poppin'", disse que ela estava "dentro e fora do estúdio [..] se preparando para algum material novo." Jessica também falou do novo material com a revista Elle Girl, "[Nosso] álbum no Japão será lançado em algum momento da segunda metade do ano. Estamos trabalhando duro para isso."
Em 29 de maio de 2012, um vídeo teaser de "Paparazzi" foi lançado pela SM Entertainment, em seu canal oficial no YouTube, SMTOWN. O programa de televisão japonês Zip!, rapidamente colocou no ar o mesmo vídeo, seguido de um áudio teaser de 22 segundos da canção.

## Promoção e apresentações ao vivo
Girls' Generation realizou a primeira apresentação ao vivo de "Paparazzi" no programa musical japonês Music Station, em 22 de junho de 2012, durante a qual o grupo usava smoking, com luvas rosas.

## Desempenho comercial
"Paparazzi" alcançou o primeiro lugar na parada de singles diários da Oricon em 30 de junho e em 2 de julho de 2012, levando a canção estrear na 2ª posição na para de singles semanais da Oricon, na semana de 25 de junho à 1º de julho de 2012, vendendo mais de 92.000 cópias, tornando-se a segunda melhor primeira semana de abertura do Girls' Generation, após a estreia com 100.000 cópias de Mr. Taxi, um ano antes. "Paparazzi" alcançou o 1º lugar na parada de singles diários da Tower Records durante toda a semana de 25 de julho à 1º de julho de 2012, recebendo o 1º lugar na semana
A canção estreou muito bem nas paradas da Billboard Japan, atingindo o Top 10 da Top Airplay, o Top 5 da Adult Contemporary Airplay and Hot Single Sales, e finalmente estreando no topo da Japan Hot 100. Além disso, estreou em 2º lugar na parada digital da RIAJ.

## Vídeo musical

### Antecedentes
O vídeo musical de "Paparazzi" é o maior videoclipe já feito pelo Girls' Generation. O cenário construído continha mais de 30.000 lâmpadas, os edifícios precisaram de uma semana para serem concluídos com 120 pessoas contratadas para fazer esse trabalho. Além disso, 300 pessoas participaram do vídeo. Um total de cinco versões do vídeo foram gravadas, o montante mais alta até então entre todos os videoclipes do Girls' Generation. Isso inclui versões close-up de cada uma das nove garotas. A SM Entertainment lançou um vídeo teaser de um minuto de duração em 29 de maio de 2012.
"Paparazzi" teve sua estreia inicial em Shibuya, um distrito de Tóquio, em 10 de junho de 2012, às 19:00 JST. O vídeo musical, juntamente com uma versão de dança, foi lançado ao público no YouTube em 14 de junho de 2012, a 0:00AM JST. Os vídeos receberam mais de 4 milhões de visualizações em dois dias de upload, e mais de 9 milhões no final de uma semana.
Outra edição de dança foi lançada em 22 de junho de 2012, intitulada "Dance Edit Gold", e apresenta as meninas no interior do salão de baile.

### Sinopse

O grupo se apresentando na rua, vestindo trajes vermelho e preto

O vídeo, com duração de 6 minutos 36 segundos, inicia com as meninas caminhando por um corredor até o saguão de um hotel cercado por repórteres, corta para um teatro, onde Seohyun e Tiffany são vistas se preparando para subir ao palco. No palco, um homem é visto andando, anunciando, "Ladies and gentlemen, Girls' Generation. Come on!" (em português:  "Senhoras e senhores, Girls' Generation. Vamos lá!"). A cortina se abre, revelando uma esquina, com clubes, um café e um cinema. Nos pôsteres do cinema lê-se "Girls' Generation In Concert", contendo fotos do grupo de seu primeiro álbum japonês recompactado, Girls' Generation.
As meninas são, então, vistas caminhando em capotes, reunidas no meio da rua, com a canção de fundo "Singin' In The Rain", cantada por Gene Kelly. Flashes de câmeras são disparados em seguida, e as garotas ficam assustadas. Em seguida, o vídeo corta para um título onde se lê "Paparazzi - Girls' Generation". Elas, então, tiraram os capotes, revelando em sua maioria roupas vermelhas e pretas (as de Hyoyeon e Yuri são preto e branco, e a de Seohyun é completamente preta), e a canção inicia. Durante o primeiro refrão, um segundo cenário é visto, que se assemelha a um salão de baile e contém paredes cobertas de lâmpadas, com um lustre fixado ao teto, sendo que este cenário é também visto na versão de dança do vídeo. O vídeo contém cortes voltando para a caminhada do grupo através da entrada, sendo seguido por repórteres, enquanto são feitas perguntas, bem como closeups de cada uma das integrantes. O vídeo termina no cenário original, com as meninas posando com as mãos se assemelhando a uma câmera, com uma panorâmica para a página de um jornal onde se lê "Weekly Exploitation Press" no título, e artigos são vistos abaixo com manchetes, tais como "Their Style Has Become The Bible For Fashion" (em português:  "O Estilo Delas Tornou-se A Bíblia Para Moda"), e "Girls' Generation Gets Surrounded" (em português:  "Girls' Generation Fica Cercado").
A câmera faz zoom para um foto do cenário da rua, com as garotas de capotes e saindo, enquanto Singin' in the Rain é ouvida novamente, a cortina se fecha e a plateia é vista batendo palmas.

## Lista de faixas
- Edição Regular do CD Single / Tipo A[12]

1. "Paparazzi"
2. "Paparazzi" (Instrumental)
3. "Paparazzi" (Vídeo musical)

- Edição Regular do CD Single / Tipo B[13]

1. "Paparazzi"
2. "Paparazzi" (Instrumental)

- Edição Especial[14]

1. "Paparazzi"
2. "Paparazzi" (Instrumental)
3. "Paparazzi" (Vídeo musical)
4. "Paparazzi" (Vídeo musical: versão close-up)

## Créditos
| - Girls' Generation – vocais principal e de fundo - Miles Walker – produção, mixagem e programação - Fredrik Thomander – composição - Johan Becker – composição - Junji Ishiwatari – composição, tradução - Tom Coyne – masterização |

## Desempenho nas paradas
| Parada                                     | Melhor posição |
| ------------------------------------------ | -------------- |
| Oricon (singles diários)                   | 1              |
| Oricon (singles semanais)                  | 2              |
| Oricon (singles mensais)                   | 7              |
| Oricon (singles anuais)                    | —              |
| RIAJ Digital Track Chart                   | 2              |
| Billboard Japan Adult Contemporary Airplay | 5              |
| Billboard Japan Hot Top Airplay            | 10             |
| Billboard Japan Hot Singles Sales          | 2              |
| Billboard Japan Hot 100                    | 1              |
| Tower Records Single Weekly Chart          | 1              |
| HMV Online Japan Single Weekly Chart       | 1              |
| Chaku-Uta Full – Daily Ranking             | 1              |
| Chaku-Uta Full – Weekly Ranking            | 2              |
| Chaku-Uta Full – Monthly Ranking           | 8              |
| Chaku-Uta – Weekly Ranking                 | 3              |
| Chaku-Uta – Monthly Ranking                | 9              |

### Vendas e certificações
| Tabela                                  | Quantidade      |
| --------------------------------------- | --------------- |
| Oricon (vendas físicas)                 | 106.753+        |
| RIAJ (certificação de remessas físicas) | Ouro (100.000+) |
| Gaon Album Chart                        | —               |

## Histórico de lançamento
| País  | Data                | Formato                     | Gravadora                   |
| ----- | ------------------- | --------------------------- | --------------------------- |
| Japão | 27 de junho de 2012 | Download digital, CD single | Universal Music, Nayutawave |